# Дезмонд О'Ґрейді
Де́змонд Майкл О'Ґре́йді (англ. Desmond Michael O'Grady; 11 грудня 1929, Мельбурн, Австралія — 26 серпня 2014) — австрало-італійський журналіст, письменник і драматург.

## Життєпис
Дезмонд О'Ґрейді народився 11 грудня 1929 року в Мельбурні. Він був другою і останньою дитиною в сім'ї Вініфред О'Ґрейді (до шлюбу Кірнан) і Едварда О'Ґрейді, який служив у ВМС Австралії. Початкову і середню освіту Дезмонд отримав у католицькій школі в Мельбурні. У дитинстві він захоплювався легкою атлетикою, тенісом і крикетом, виграв кілька аматорських тенісних турнірів. 1953 року закінчив факультет мистецтв Мельбурнського університету. Потім протягом двох років викладав англійську літературу та історію в середній школі.
1955 року О'Грейді вирушив до Італії, де вивчав італійську в університеті Перуджі. Отримавши диплом з італійської мови, працював в Американському католицькому імміграційному агентстві в Римі, де проводив співбесіди з біженцями зі Східної Європи. 1957 року одружився з італійкою, і того ж року разом з нею переїхав до Мельбурна, де спочатку працював в Австралійському імміграційному відділі, а потім почав кар'єру журналіста. Кілька років пропрацював літературним редактором у впливовому австралійському журналі The Bulletin.
1962 року разом з дружиною і сином (народився 1958 року) О'Ґрейді переїхав до Рима, де зайнявся письменницькою і журналістською діяльністю. Його приїзд до італійської столиці збігся з початком Другого Ватиканського собору. О'Ґрейді скористався можливістю і висвітлював хід Собору для низки великих англомовних видань. Коли 1964 року в США було засновано католицьку газету National Catholic Reporter, О'Ґрейді став її першим кореспондентом у Ватикані. У наступні роки О'Ґрейді висвітлював діяльність Ватикану також для таких видань, як The Washington Post, Our Sunday Visitor і The Tablet. О'Ґрейді також регулярно публікувався в таких австралійських газетах як Sydney Morning Herald, The Australian і The Age.
О'Ґрейді був автором 14 книг: романів, збірок оповідань і біографій. Деякі з його книг перекладено іншими мовами.

## Вибрана бібліографія
- Eat from God's Hand, Chapman, London 1965; St Paul, New York 1967.
- A Long Way from Home. Cheshire, Melbourne 1966 (оповідання)
- Deschooling Kevin Carew, Wren, Melbourne 1974 (роман)
- Valid for All Countries, UQP, Brisbane 1979 (оповідання)
- Raffaello! Raffaello! Hale & Iremonger, Sydney 1983
- Caesar, Christ and Constantine, OSV Huntington 1991[3]
- Correggio Jones and the Runaways, CIS, Melbourne 1995 (есеї)
- The Turned Card — Christianity Before and after the Wall, Loyola, Chicago, 1997[4]
- Rome Reshaped, Continuum, New York 1999 (історія)[5]
- Beyond the Empire, Crossroad, New York 2001 (історія)
- Stages of the Revolution: A Biography of Raffaello Carboni of the Eureka Stockade. HardieGrant, Melbourne 2004[6]
- The Sibyl, the Shepherd and the Saint. Rome 2007 (подорож)
- Dinny Going Down. Arcadia Melbourne 2007 (роман)[7]
- Tuscany Antipodean-Style Florence 2010
- A Word in Edgeways Melbourne 2010